# Zemo Dvani
Zemo Dvani (en georgiano: ზემო დვანი; en ruso: Верхний Дван) o Irykau (en osetio: Ирыхъæу; en ruso: Ирикау) es una aldea que pertenece a la parcialmente reconocida República de Osetia del Sur, parte del distrito de Znaur, aunque de iure pertenece al municipio de Tighvi de la región de Iberia Interior de Georgia.

## Geografía
Zemo Dvani se encuentra a orillas del río Samtsjara, a 23 kilómetros de Kornisi y a 12 km de Tsjinvali. 

## Demografía
La evolución demográfica de Zemo Dvani entre 1916 y 2015 fue la siguiente:
| 149                                                      | 187 | 60 | 48 |
| (Fuente: Population of South Ossetia since Soviet times) |     |    |    |

Según el censo soviético de 1959, la mayoría de la población local eran osetios. En los distintos censos, la composición étnica de la aldea era la siguiente:
|              | 1916      | 1916       | 1989      | 1989       |
| Grupo étnico | Población | Porcentaje | Población | Porcentaje |
| ------------ | --------- | ---------- | --------- | ---------- |
| Georgianos   | 0         | 0%         | 0         | 0%         |
| Osetios      | 149       | 100%       | 60        | 100%       |
| Total        | 149       | 100%       | 60        | 100%       |

## Personas importantes
- Leonid Tibílov (1952): político surosetio que fue presidente de la autoproclamada República de Osetia del Sur (2012-2017).